# Желема
Желема — река в Московской области России, левый приток Оки. Протекает по юго-западному краю Мещёрской низменности, недалеко от города Коломны.
Длина — около 10 км. Равнинного типа. Питание преимущественно снеговое. Замерзает обычно в середине ноября, вскрывается в середине апреля. Левый берег Желемы порос густым бором, правый берег занят полями и овощными плантациями. Отсутствие болот и малонаселённость привлекают туристов с ранней весны до поздней осени.